# Pryteria hamifera
Pryteria hamifera är en fjärilsart som beskrevs av Paul Dognin 1907. Pryteria hamifera ingår i släktet Pryteria och familjen björnspinnare. Inga underarter finns listade i Catalogue of Life.